# Туризм в Туркменистане
Туризм в Туркменистане — одна из отраслей экономики Туркменистана, которая стремительно развивается в последние годы. Туристов из-за рубежа сдерживают многочисленные ограничения и визовый режим со всеми странами мира. Существенно ограничены возможности общения с местным населением, фотографирование ряда объектов.

## Виза
Каждый турист должен получить визу перед въездом в Туркменистан. Чтобы получить туристскую визу, граждане всех государств нуждаются в письменном ходатайство принимающей туристической организации или личном заявлении. Наибольший интерес к Туркменистану проявляют туристы из Германии, Ирана, США, Австралии, Великобритании, Бельгии, Франции, Италии. В тройку лидеров по направлению туристов в Туркменистане в 2012 году вошли:
- Иран — 3874 человек
- Германия — 1143 человека
- США — 531 человек

## Таможенные правила
Ввоз и вывоз местной валюты запрещен. Иностранная валюта должна быть декларирована по прибытии в Туркменистан. Вывозить можно сумму, не превышающую указанную в декларации. Разрешён беспошлинный ввоз вещей, которые предназначены для личного пользования, а также до 200 сигарет или 200 грамм табака (для лиц старше 16 лет), до 2 литров любых алкогольных напитков (для лиц старше 21 года).
Категорически запрещён ввоз и вывоз оружия, боеприпасов и наркотиков.
Запрещено ввозить: пиротехнические изделия, автотранспортные средства с правосторонним рулевым управлением, упаковочные материалы, предназначенные для изготовления всех видов алкогольной продукции, детские пневматические пистолеты, наганы, автоматы с выбросом пластмассовых и иных пуль, порнографическую, печатную, кино-, видео- и аудиопродукцию.
Запрещено вывозить: пчелиный и змеиный яд, мумиё, солодковый корень, экстракт солодкового корня, прополис, драгоценные и полудрагоценные камни и их полуфабрикаты, живой скот, домашнюю птицу, мясо всех видов и продукты его переработки, ювелирные изделия без пробирного клейма, растения, животные и их части, занесённые в Красную книгу Туркменистана.
Вывоз ковров, драгоценностей, музыкальных инструментов, художественных и археологических экспонатов возможен только при наличии документов, подтверждающих законность их приобретения. Для вывоза туркменских ковров из Туркменистана необходимо также получить свидетельство из Музея туркменского ковра в Ашхабаде, о том что ковёр не имеет исторической ценности и оплатить налог, зависящий от размеров ковра.

## Транспортная доступность страны

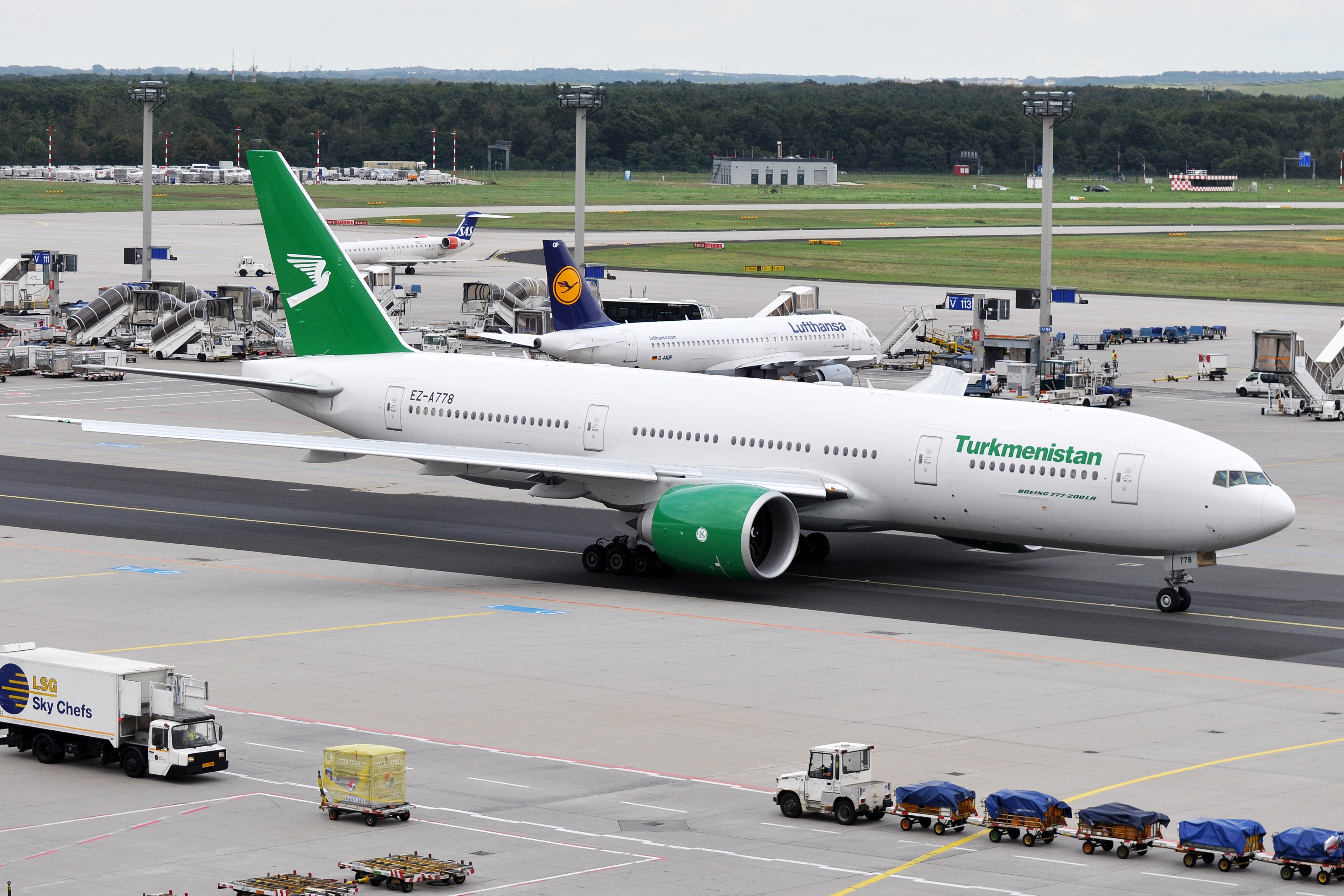
Боинг 777 национальной авиакомпании Туркменистана

Большинство путешествий по Туркменистану начинаются со въезда в столицу страны Ашхабад или приморский город Туркменбаши. В Ашхабаде имеется современный международный аэропорт в котором базируется компания Туркменские авиалинии. Аэропорт принимает самолёты компаний S7 Airlines, Turkish Airlines, Flydubai, Белавиа и Китайские южные авиалинии. Ещё четыре аэропорта Туркменистана (в Туркменабаде, Керки, Мары и Туркменбаши) имеют международный статус.
В силу действующих ограничений билеты на внутренние авиарейсы не могут быть зарезервированны или куплены ранее, чем за 14 дней до вылета.

## Валюта и обмен
Действующая денежная единица в Туркменистане — манат. Иностранную валюту можно ввезти в неограниченном количестве, но её нужно в обязательном порядке декларировать. Курс обмена валюты в Туркменистане стабилен, а разница между курсом чёрного рынка и официальных обменных пунктов очень значительна (официальный курс 3,5 маната за доллар, на черном рынке - 19 манатов на 10 апреля 2024). Международные платёжные карты VISA, Maestro, MasterCard принимаются к оплате по всей стране.

## Популярные места
- Ашхабад
- Аваза
- Туркменбашы
- Кёнеургенч
- Хазар
- Моллакара
- Дарваза

## Достопримечательности
- Арка Нейтралитета
- Главный флаг Туркмении
- Дарваза
- Дворцовый комплекс «Огузхан»

Монумент Независимости Туркменистана

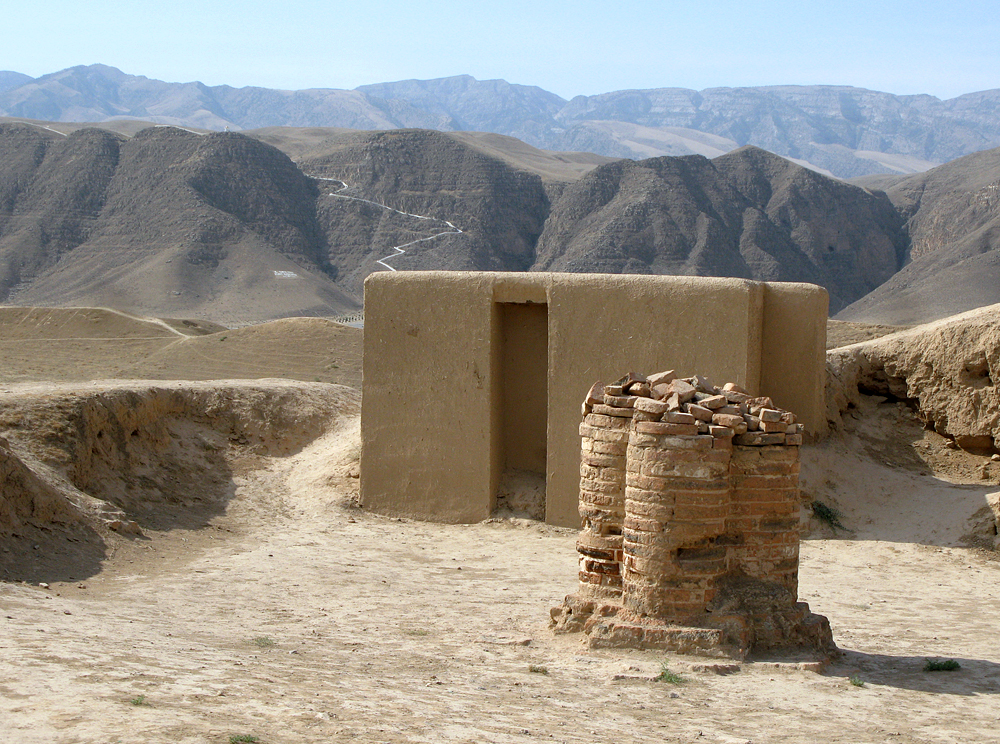
Парфянские крепости Нисы

- Монумент Независимости Туркменистана
- Мерв
- Мечеть Туркменбаши Рухы
- Музей ковра
- Национальный культурный центр Туркменистана
- Национальный музей живой природы Туркменистана
- Ниса
- Центр телерадиовещания «Туркменистан»
- Фонтанный комплекс «Огузхан и сыновья»

### Марыйский велаят

#### Мерв
Мерв является одним из древнейших и прекрасно сохранившихся городов — оазисов, который расположился вдоль Шелкового пути и представляет собой разнообразие памятников, переживших разрушительные последствия времени и одинаково привлекающих внимание, как археологов, так и туристов. На южной окраине пустыни Каракумы, располагалось поселение людей, плененных плодородием почвы и обилием воды, поставляемой широкой дельтой реки Мургаб.

#### Бадхызский заповедник
Бадхызский природный заповедник и Бадхызская возвышенность включают в себя предгорья Паропамиза и северную часть Гиндукуша. Основан в 1935 году. В этом природном заповеднике обитает 40 видов млекопитающих, 250 видов птиц, 34 вида пресмыкающихся. Среди них имеются среднеазиатский олень, туркменский горный баран, кулан, пятнистая гиена, рысь, леопард, короткопалый орёл.

### Балканский велаят
Крупными центрами паломнического туризма в Балканском велаяте является мавзолей Парау-Биби (X—XI вв.) расположенный близ села Парау и святое место Хакберды-Ахун. Так же в пустыне находится озеро Ясга, часть которого содержит солёную, а другая пресную воду.
На горных хребтах Большой Балхан и Малый Балхан находятся водопады, каньоны, известные среди альпинистов вершины, а также проживают многие уникальные виды животных.

#### Дехистан
Древний город остоящий из большого кладбища Машат с мавзолеем Шир-Кабир X века, и руинами города Миссириан X-XV веков. Основан в конце III веке до нашей эры и расцвёл при правлении династии Хорезмшахов. Дехистан был одним из процветающих городов древности.

#### Аваза
Курорт на востоке Каспийского моря расположен в двенадцати километрах от города Туркменбаши. Основная ориентация — летний пляжный отдых, а также экскурсионные и развлекательные туры. Отели для туристов расположены по всей территории Авазы. Гостиницы имеют разный класс. Бывают как комплексы с большой территорией, окружённые стенами и примыкающие к морю, так и простые коттеджные комплексы. Береговая линия песчаная.

## Гостиницы
В Туркменистане 83 гостиницы общей вместимостью 8,5 тысяч коек, из них 35 находятся в Ашхабаде.
|                              |  |                                            |  |
| Отель «Президент» в Ашхабаде |  | Отель «Ватанчи» в туристической зоне Аваза |  |

## Институт туризма
Национальный институт спорта и туризма Туркменистана был создан при Государственном комитете по туризму и спорту Туркменистана. Ректор института Алладурды Сарыев.

## Галерея

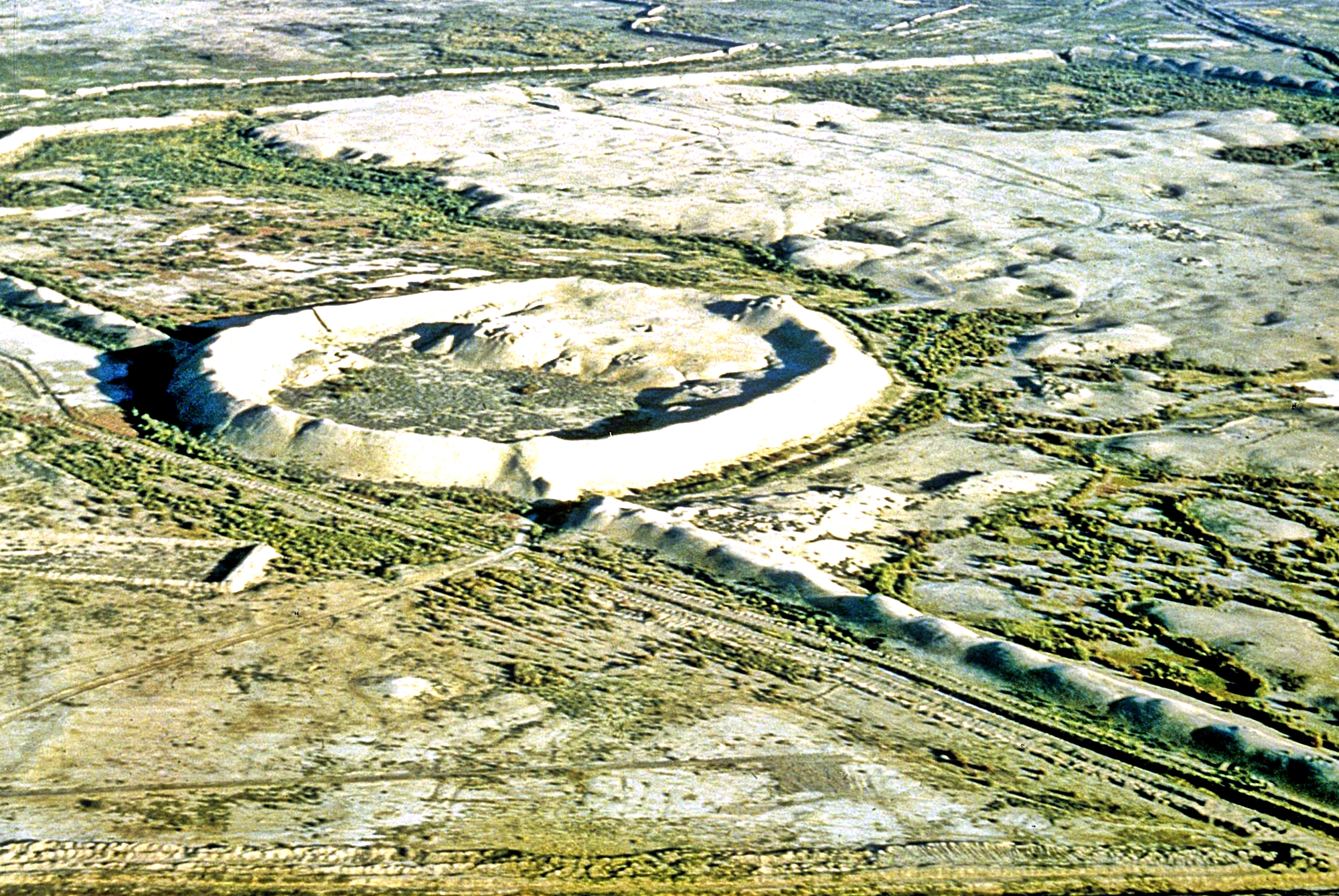
Вид с высоты на Мерв
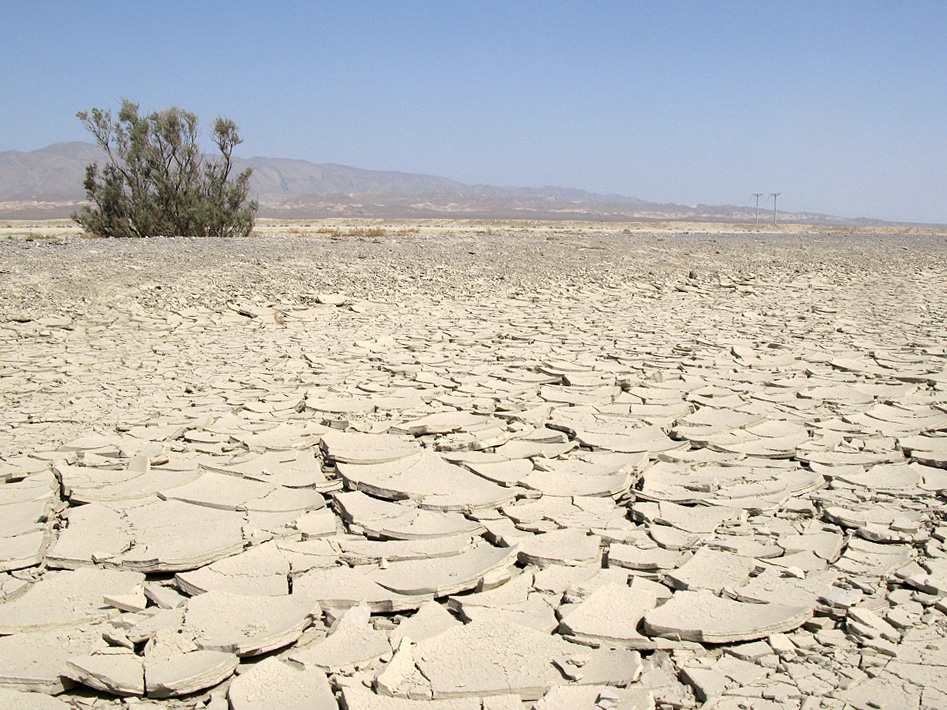
Пустыня Каракумы
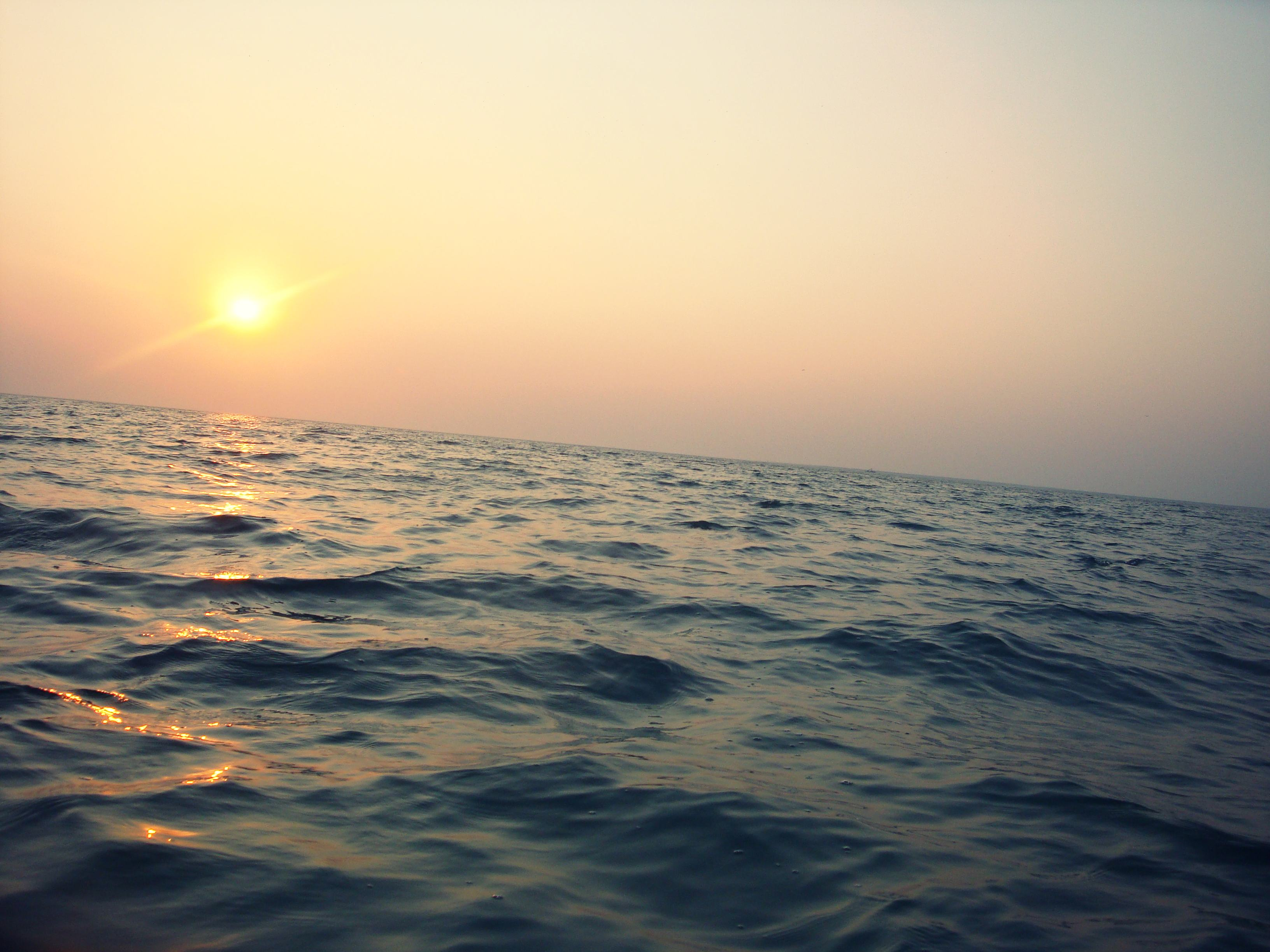
Каспийское море
Мечеть Туркменбаши Рухы
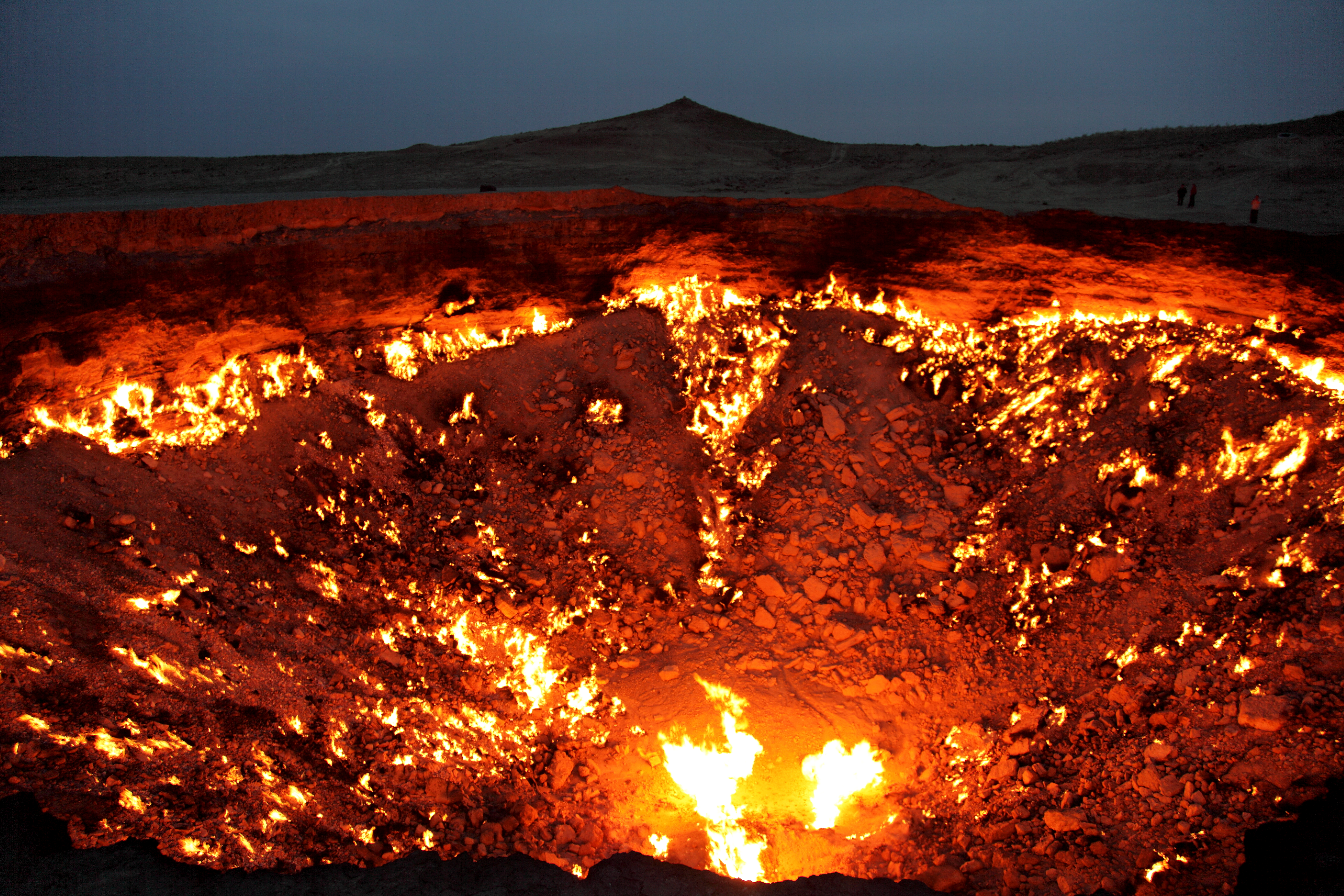
"Врата ада" в Дарвазе
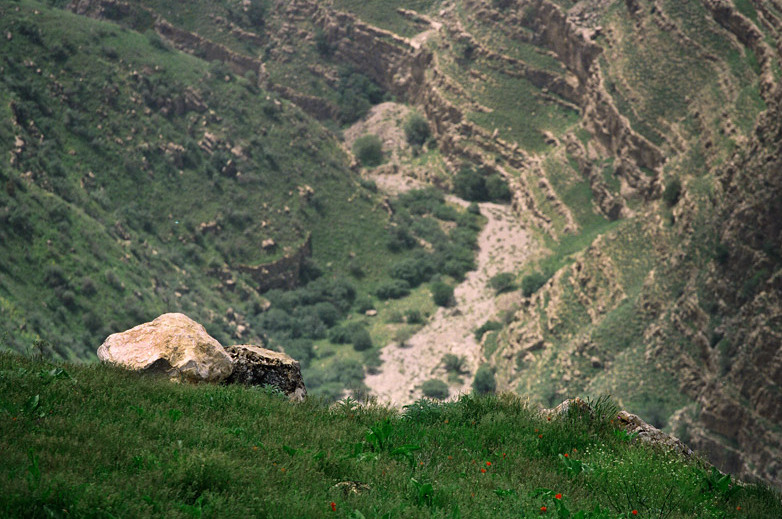
Копетдаг